# Ilona Madary
Ilona Madary (23 giugno 1916 – 11 giugno 2003) è stata una ginnasta ungherese.

## Palmarès

### Olimpiadi
- 1 medaglia:
  - 1 bronzo (Berlino 1936 a squadre)